# Bergrör
Bergrör (Calamagrostis epigeios) är ett gräs i rörsläktet.

## Beskrivning
Bergrör är ett högt och grovt, flerårigt gräs med gråbrun vippa och grågröna, breda blad. Stråna kan bli upp till 1,5 meter höga, möjligen upp till 2 meter, och har få ledstycken, ofta färre än fem stycken. Den blommar i juli-augusti.
Bergrör kan hybridisera med andra arter i sitt släkte, som piprör (C. arundinacea), grenrör (C. canescens) och madrör (C. stricta). Den kan även bilda hybrider med sandrör; denna hybrid kallas östersjörör (Ammocalamagrostis x baltica) och känns igen på sitt tuvade växtsätt, tätare vippa och sämre pollenproduktion.

## Habitat
Bergrör växer gärna på torra, sandiga platser, som på banvallar, vägrenar och stränder.

## Utbredning
Bergrör är vanlig i hela Europa utom Spanien och Portugal. I Asiens tempererade zon finns bergrör på många håll ända till Japan. Växten förekommer allmänt i stora delar i Sverige, men är mindre vanlig på småländska höglandet.
Enstaka fynd har gjorts i östligaste USA, men bergrör är inte ursprunglig där.